# Ladislavec
Ladislavec är en ort i Kroatien.   Den ligger i länet Krapina-Zagorjes län, i den norra delen av landet, 30 km norr om huvudstaden Zagreb. Ladislavec ligger 209 meter över havet och antalet invånare är 151.
Terrängen runt Ladislavec är platt söderut, men norrut är den kuperad. Terrängen runt Ladislavec sluttar söderut. Runt Ladislavec är det ganska glesbefolkat, med 47 invånare per kvadratkilometer. Närmaste större samhälle är Zlatar, 1,9 km söder om Ladislavec. Omgivningarna runt Ladislavec är en mosaik av jordbruksmark och naturlig växtlighet.